# O Grande Mestre (2013)
Yī dài zōng shī (em chinês:  代宗师; bra/prt: O Grande Mestre) é um filme franco-sino-hongue-conguês dirigido por Wong Kar-Wai. 
Lançada em 2013 na China, a obra é um filme de época sobre a vida do mestre de kung fu Yip Man. O filme foi indicado para abrir a 63ª edição do Festival de Cinema de Berlim.

## Elenco principal
- Tony Leung como Yip Man
- Zhang Ziyi
- Chang Chen
- Cung Le
- Zhao Benshan
- Xiaoshenyang
- Song Hye-kyo como Cheung Wing-sing
- Julian Cheung
- Bruce Leung
- Wang Qingxiang